# Об'єкт незавершеного будівництва
Об'єкти незавершеного будівництва — об'єкт будівництва, на який видано дозвіл на виконання будівельних робіт, понесені витрати на його спорудження та не прийнятий в експлуатацію відповідно до законодавства.
Незавершений об'єкт будівництво може мати різні відсотки готовності. Відсоток готовності визначається після технічної інвентаризації будівлі чи споруди. Результатом такої інвентаризації є технічний паспорт в якому зазначається дозвільний документ який був отриманий на виконання робіт та відсоток готовності нерухомості.
Об'єкт незавершенного будівництва не може бути проданим в статусі Будівлі чи Споруди, тільки як будівельні матеріали.